# Xã Henderson, Quận Union, Arkansas
Xã Henderson (tiếng Anh: Henderson Township) là một xã thuộc quận Union, tiểu bang Arkansas, Hoa Kỳ. Năm 2010, dân số của xã này là 739 người.